# Wilhelm Lachmann
Heinrich Wilhelm Ludolph Lachmann (* 22. November 1801 in Braunschweig; † 23. Juni 1861 in Wiesbaden) war ein deutscher Arzt und Naturforscher. Er ist der Gründer des Braunschweiger Blindeninstituts.

## Leben und Wirken
Der Sohn des braunschweigischen Pfarrers Karl Ludolf Friedrich Lachmann und Bruder des Germanisten Karl Lachmann und des Armenarztes Heinrich Lachmann besuchte das Gymnasium Martino-Katharineum, wo er 1817 das Abitur ablegte. Er studierte dann Medizin zunächst am Collegium Carolinum und Collegium Anatomico-Chirurgicum in seiner Heimatstadt, ehe er 1821 an die Georg-August-Universität Göttingen wechselte. 1822 wurde er im Corps Brunsviga Göttingen recipiert. 1823 wurde er zum Doktor der Medizin promoviert. 1824 legte er in Braunschweig die medizinische Staatsprüfung ab.
Beruflich war Lachmann als Militärarzt tätig. Er hielt Vorlesungen und Vorträge am Braunschweiger Collegium Anatomico-Chirurgicum. 1841 wurde er zum Professor ernannt.
Lachmanns naturkundliche Publikationen über Geognosie und Nivellement des Harzgebirges und des Herzogtums Braunschweig wurden von Alexander von Humboldt und dem Geologen Leopold von Buch geschätzt. Hervorzuheben ist auch sein Werk „Flora Brunsvicensis“. Darin enthalten ist die erste meteorologische Beschreibung für die Region Braunschweig. Als eines der charakteristischen regionalen Klimamerkmale ermittelte Lachmann den schnellen Wechsel der Witterungsverhältnisse. Der meteorologische Nachlass Lachmanns (mit Wetterbeobachtungen des Brockenwirtes Eduard Nehse) befindet sich in der Herzog August Bibliothek in Wolfenbüttel.
Neben seinen Arbeiten als Naturforscher verfasste Lachmann mehrere blindenpädagogische Schriften. Er ist der Gründer des Braunschweiger Blindeninstituts, das 1829 seinen Unterrichtsbetrieb aufnahm. 1861 starb Lachmann bei einem Kuraufenthalt in Wiesbaden.

## Werke (Auswahl)
Naturkunde
- Flora Brunsvicensis. Theil 1. Meyer, Braunschweig 1827 Digitalisat, Theil 2, 1. Abteilung. Meyer, Braunschweig 1828 Digitalisat, Theil 2, 2. Abteilung. Meyer, Braunschweig 1831 Digitalisat.
- Nivellement des Harz-Gebirges oder die Meereshöhe von 413 Punkten im Harzgebirge. Braunschweig 1851.
- Die Physiographie des Herzogthumes Braunschweig und des Harzgebirges. I. Teil: Nivellement 1851; II. Teil: Geognosie 1852.

Blindenpädagogik
- Über eine in Braunschweig zu errichtende Anstalt zum Unterrichte von Blinden und über Blinden-Unterricht überhaupt. Meyer, Braunschweig 1829 Digitalisat.
- Fünfundvierzig Tafeln mit 133 geometrischen Figuren nach Euklid und Lorenz für Blinde. 1839.
- Deutsche Fibel für Blinde, zur Erlernung der Lautzeichen, der Laute, Sylben, Wörter, der Redetheile und der Zeichen, sowie der Wortfolge im Allgemeinen. 1843.
- Ein Rechenbuch für Blinde. ohne Jahresangabe.